# Kazuo Hashimoto
Kazuo Hashimoto é um inventor japonês, considerado por muitos como o "pai da secretária eletrônica", cujo desenvolvimento iniciou em 1954 e que culminou com o lançamento de um modelo comercial em 1958, o ANSA FONE (comercializado nos Estados Unidos a partir de 1960).
Hashimoto registrou mais de 1000 patentes em todo o mundo, contando com o trabalho de uma equipe de menos de vinte pessoas. O recordista individual, Thomas Alva Edison, tem 1097 invenções creditadas, mas contava com um quadro de 2000 funcionários para auxiliá-lo no desenvolvimento das ideias.
O inventor foi homenageado com um busto no New Jersey Institute of Technology em 1996.

## Formação acadêmica
- Ph.D. em Ciência da Informação pela Tohoku University.
- Mestre em Ciência da Computação pela Brown University.